# Загадка зниклого квадрата
Зага́дка зни́клого квадра́та — це оптична ілюзія, що часто використовується на уроках математики[джерело?] для пояснення властивостей геометричних фігур. Вона зображає дві фігури, складені з однакових частин, але в різному порядку, на вигляд прямокутні трикутники із катетами відношенням 13 до 5. Але один із них містить прогалину — квадрат 1х1.
Згідно з Мартіном Гарднером, головоломку придумав нью-йоркський фокусник-аматор Поль Керрі у 1953. Відтоді загадка була відома під назвою «Парадокс Керрі», хоча рішення було відоме ще з XVI століття.

## Розв'язок

«Гіпотенузи» 13×5 «трикутників» насправді є ламаними лініями, які утворюють паралелограм

Ключем до загадки є те, що жодний із 13×5 «трикутників» не має ту ж саму площу, що й площа їх складових.
Сумарна площа чотирьох фігур (жовтої, червоної, синьої та зеленої) становить 32 одиниці площі, але довжини сторін трикутників 13 та 5, що відповідно становить 32,5 квадратних одиниць. Відношення катетів синього трикутника 5:2, а червоного 8:3. За ознакою подібності прямокутних трикутників випливає що ці трикутники не подібні, а значить мають різні відповідні гострі кути. Отже, видимі складені «гіпотенузи» великих «трикутників», насправді є ламаними.
Кут нахилу гіпотенуз червоного та синього трикутників до гіпотенузи 13×5 трикутника дуже малий і його важко помітити неозброєним оком. Але якщо придивитись, то видно, що точка стику гіпотенуз червоного та синього трикутників, формує тупий кут, що трішки вигнутий вгору (назовні) нижнього «трикутника» і тупий кут вигнутий вниз (всередину) верхнього «трикутника». Якщо накласти «гіпотенузи» обох фігур, то утвориться паралелограм, площею рівною одному квадратику.
Довжини сторін фігур з даної задачі (2, 3, 5, 8, 13) є послідовними числами Фібоначчі.

## Подібна задача
В іншій схожій головоломці, великий квадрат складається з чотирьох однакових чотирикутників і маленького квадрата. Якщо чотирикутники розгорнути, то вони заповнять площу, займану маленьким квадратом, хоча площа великого квадрата візуально не зміниться. При наступному розвороті маленький квадрат з'явиться знову.

Маленький квадрат «зникає» при перестановці частин великого квадрата

### Рішення
Цей парадокс пояснюється тим, що сторона (і площа) нового великого квадрата трохи відрізняється від сторони (і площі) того, який був на початку. Якщо як першу фігуру взяти той квадрат, всередині якого немає маленького ромба, подальший аналіз помітно спроститься.
Сторона початкового квадрата нехай буде {\displaystyle \alpha }, і сторони складових його чотирикутників ділять цю сторону  {\displaystyle \alpha } щодо {\displaystyle \kappa \ \,(1/2<\kappa <1)}. Обізнана в геометрії легко зможе довести, що побудовані таким чином чотирикутники дорівнюють один одному, мають прямі кути в протилежних вершинах (в центрі і по кутах квадрата) і рівні сторони, суміжні в центрі квадрата (тобто не є ромбоидами + для них існують описані кола (суми протилежних кутів дорівнюють)). Стає також зрозуміло, що ромб в центрі другої фігури є квадратом.
Сторона маленького квадрата другої фігури буде дорівнює {\displaystyle \alpha (2\kappa -1)}. Кут між парою протилежних сторін будь-якої з складових чотирикутників (причому, не важливо, якою парою) нехай буде позначений {\displaystyle \theta }. Його точне значення можна розрахувати методом координат, або методами класичної геометрії.
Якщо кожен з чотирикутників, складових перший квадрат, повернути на кут {\displaystyle \pi } навколо центра описаного біля нього кола, то вийде друга фігура, з незафарбованої квадратної областю у центрі. При наступному повороті знову складеться перший квадрат. Площа другого квадрата виявляється в {\displaystyle (4\kappa (\kappa -1)+2)} рази більше площі першого (або, що те ж, в {\displaystyle \sec ^{2}\theta } разів). При {\displaystyle \kappa \approx 1/2} ця відмінність практично непомітно. Наприклад, на пояснювальних малюнках використаний кут {\displaystyle \theta =10^{\circ }}(відповідно, {\displaystyle \kappa =(\mathrm {tg} \,\theta +1)/2\approx 0,588\,2)}. При цьому різниця між площами великих квадратів складає {\displaystyle \approx 3{,}11\,\%.} Вже таку відмінність складно помітити, хоча значення {\displaystyle \kappa }(і, відповідно, значення кута {\displaystyle \theta }) тут використовується аж ніяк не маленьке. Таким чином, можна укласти, що помилка, замаскована в умови, полягає в тому, що центри обертання складових чотирикутників знаходяться не там, де це представляється при візуальному контролі картинки (не в точках їх перетину діагоналей). Вони знаходяться у вершинах квадрата, повернутого на кут — {\displaystyle \theta } щодо першого квадрата, хоча його сторони паралельні сторонам другого.